# Mersch
Pour les articles homonymes, voir Mersch (homonymie).
Mersch (en luxembourgeois : Miersch ) est une localité luxembourgeoise et le chef-lieu de la commune et du canton portant le même nom.

## Géographie

### Localisation
Située dans la vallée de l'Alzette (un affluent de la Sûre), la localité se trouve au confluent des rivières Mamer et Eisch avec la « rivière nationale ».
Le centre géographique du Luxembourg se situe sur le territoire de la commune.

### Sections de la commune
- Beringen
- Berschbach
- Binzrath
- Essingen
- Mersch (siège)
- Moesdorf
- Pettingen
- Reckange
- Rollingen
- Schoenfels

### Voies de communication et transports
La commune est reliée au réseau ferroviaire par la ligne 1, de Luxembourg à Troisvierges et possède une gare : la gare de Mersch.
Elle est reliée au réseau routier national par les routes nationales N7 et N8 de même que par l'A7.
La commune est desservie par le Régime général des transports routiers (RGTR). En outre, elle opère un service « City-Bus » sur réservation, le « Flexibus Mersch ».

## Toponymie
Mersch est nommé Marisch en 853. Ce nom proviendrait selon une source de Marcius + acum (c'est-à-dire le domaine de Marcius).[réf. nécessaire] Selon une autre source plus en accord avec sa situation topographique en plaine, le nom de cette agglomération serait dérivé du terme latin marisca, qui désigne un marécage.[réf. nécessaire]

## Histoire
Pendant la Seconde Guerre mondiale, le 10 mai 1940, jour du déclenchement de l'invasion du Luxembourg, Mersch est prise par les Allemands de l'Infanterie-Regiment Grossdeutschland qui a pour objectif de traverser la Meuse à Sedan.

## Politique et administration

### Liste des bourgmestres
| Identité                           | Période        | Période  | Durée                     | Étiquette |
| Identité                           | Début          | Fin      | Durée                     | Étiquette |
| ---------------------------------- | -------------- | -------- | ------------------------- | --------- |
| Emmanuel Servais (1811 - 1890)     | 1844           |          |                           |           |
| Michel Clement (d) (1800 - 1872)   | 1859           | 1867     | 8 ans                     |           |
| Gustave Wilhelmy (d) (1854 - 1938) | 1890           | 1920     | 30 ans                    |           |
| Marcel Erpelding (d) (1928 - 2007) | 1982           | 1993     | 11 ans                    | DP        |
| Marcel Erpelding (d) (1928 - 2007) | 2000           | 2003     | 3 ans                     | DP        |
| Albert Henkel (d)                  | 2011           | 2016     | 5 ans                     | DP        |
| Michel Malherbe (d) (né en 1957)   | 2 février 2016 | En cours | 9 ans, 5 mois et 17 jours | DP        |

## Population et société

### Démographie
L'évolution du nombre d'habitants est connue à travers les recensements de la population effectués dans le pays depuis 1821. Les recensements décennaux de la population permettent de caler les chiffres sur la composition de la population par sexe, âge, nationalité et commune de résidence. Entre deux recensements, la population au 1er janvier de l’année {\displaystyle x} est évaluée en ajoutant à la population au 1er janvier de l’année {\displaystyle x-1} les soldes naturel (naissances {\displaystyle -} décès) et migratoire (arrivées {\displaystyle -} départs) de l'année. La même méthode est appliquée pour la répartition par âge au 1er janvier et les effectifs totaux par nationalité. Depuis le 1er septembre 2023, le Luxembourg dénombre 100 communes.
Au 1er janvier 2024, la commune comptait 10 519 habitants.
| 1821  | 1851  | 1871  | 1880  | 1890  | 1900  | 1910  | 1922  | 1930  |
| ----- | ----- | ----- | ----- | ----- | ----- | ----- | ----- | ----- |
| 2 223 | 3 286 | 3 360 | 3 131 | 2 901 | 2 989 | 2 951 | 3 060 | 3 263 |

| 1935  | 1947  | 1960  | 1970  | 1978  | 1979  | 1981  | 1983  | 1984  |
| ----- | ----- | ----- | ----- | ----- | ----- | ----- | ----- | ----- |
| 3 350 | 3 367 | 3 480 | 4 004 | 4 675 | 4 758 | 4 817 | 4 900 | 4 960 |

| 1985  | 1986  | 1987  | 1988  | 1989  | 1990  | 1991  | 1992  | 1993  |
| ----- | ----- | ----- | ----- | ----- | ----- | ----- | ----- | ----- |
| 5 030 | 5 110 | 5 180 | 5 369 | 5 586 | 5 752 | 5 970 | 6 111 | 6 198 |

| 1994  | 1995  | 1996  | 1997  | 1998  | 1999  | 2000  | 2001  | 2002  |
| ----- | ----- | ----- | ----- | ----- | ----- | ----- | ----- | ----- |
| 6 400 | 6 563 | 6 654 | 6 772 | 6 790 | 6 795 | 6 841 | 7 012 | 7 060 |

| 2003  | 2004  | 2005  | 2006  | 2007  | 2008  | 2009  | 2010  | 2011  |
| ----- | ----- | ----- | ----- | ----- | ----- | ----- | ----- | ----- |
| 7 178 | 7 268 | 7 277 | 7 376 | 7 395 | 7 478 | 7 513 | 7 655 | 7 973 |

| 2012  | 2013  | 2014  | 2015  | 2016  | 2017  | 2018  | 2019  | 2020  |
| ----- | ----- | ----- | ----- | ----- | ----- | ----- | ----- | ----- |
| 8 216 | 8 467 | 8 639 | 8 841 | 9 046 | 9 195 | 9 440 | 9 643 | 9 816 |

| 2021   | 2022   | 2023   | 2024   | - | - | - | - | - |
| ------ | ------ | ------ | ------ | - | - | - | - | - |
| 10 018 | 10 167 | 10 393 | 10 519 | - | - | - | - | - |

Le graphique qui aurait dû être présenté ici ne peut pas être affiché car il utilise l'ancienne extension Graph, désactivée pour des questions de sécurité. Des indications pour créer un nouveau graphique avec la nouvelle extension Chart sont disponibles ici.

## Culture locale et patrimoine

### Lieux et monuments

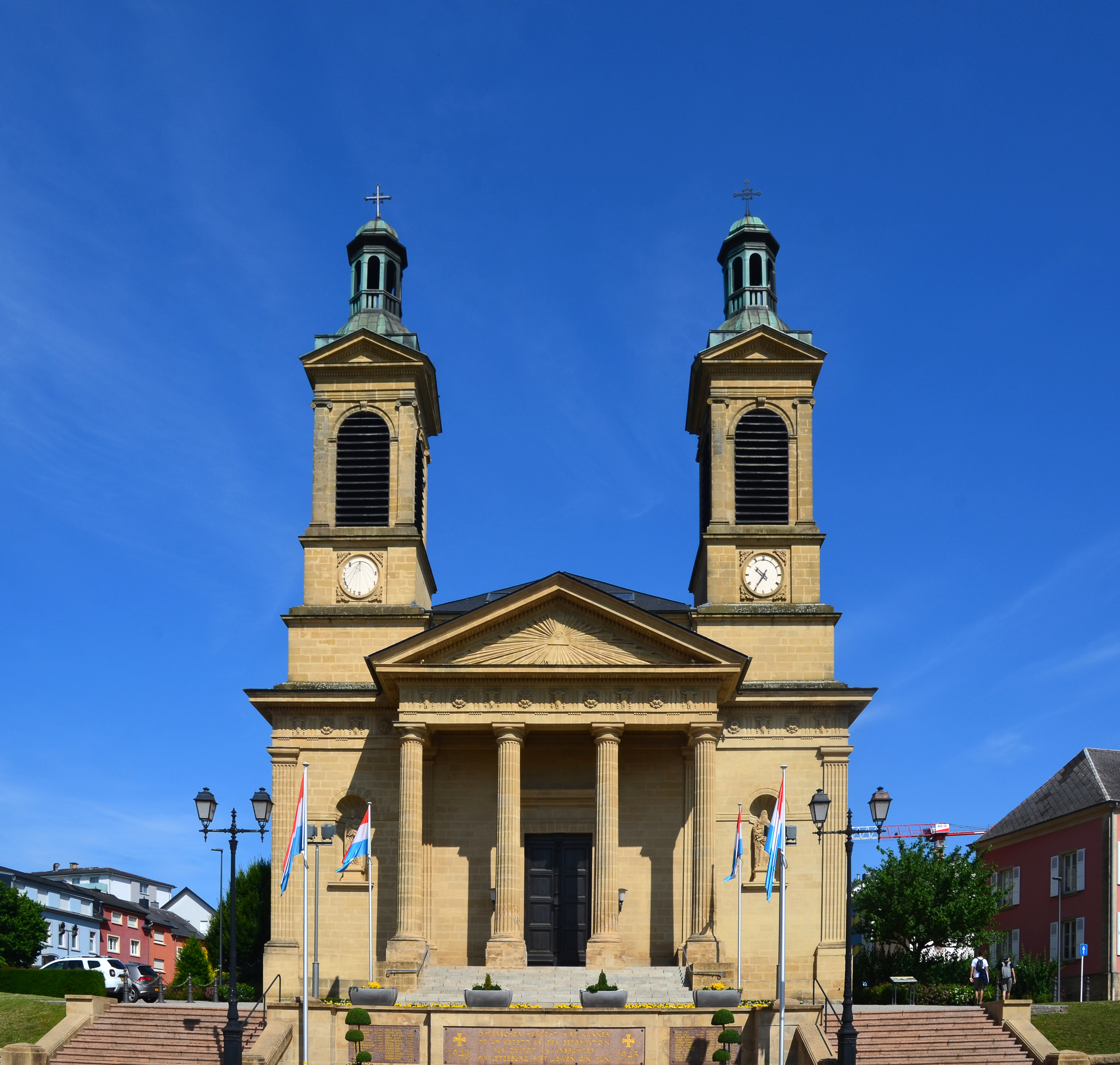
L’église Saint-Michel.

- Le château : Le premier seigneur de Mersch, Theodoric, érige un premier château fort en 1232. Il est pris d’assaut par les troupes bourguignonnes et incendié. En 1574, Paul Von der Veltz transforme la bâtisse médiévale en un château confortable : le donjon est en particulier muni de grandes fenêtres. En 1603, durant les désordres causés par le conflit entre le roi d’Espagne (qui était également duc de Luxembourg) et les Pays-Bas espagnols, le château est à nouveau incendié. À la fin du XVIIe siècle, le comte Jean Frédéric d’Autel fait reconstruire le château dans son état actuel. En 1930, le propriétaire, M. Uhres, entreprend une restauration et en 1938, une auberge de jeunesse est installée dans une bâtisse nouvelle, adjacente au château. La commune devient propriétaire du château en 1957. En 1988, elle y installe son administration ;
- L’église Saint-Michel : l'église fut construite au milieu du XIXe siècle dans le style néoclassique. Les fresques du chœur datent de 1936 ;
- Le menhir de Reckingen.

### Héraldique, logotype et devise
| Blason de Mersch | Blason  | Fascé d'or et d'azur, la fasce du chef chargée à dextre d'une molette de sable, à la bordure de gueules. |
| Blason de Mersch | Détails | Armoiries de la commune luxembourgeoise de Mersch.                                                       |

## Personnalités liées à la commune
- Éva Péan-Pagès, Juste parmi les nations.